# Helle Moesgaard Adelborg
Helle Kirstine Moesgaard Adelborg (født 26. januar 1960) er en dansk politiker, der var borgmester i Hvidovre Kommune i perioden december 2012 til december 2021, valgt for Socialdemokraterne. Hun blev borgmester da Milton Graff Pedersen fratrådte på grund af helbredsproblemer.
Adelborg har været medlem af byrådet i Hvidovre Kommune siden 1. januar 1994. Hun blev fungerende borgmester i maj 2012 da Milton Graff Pedersen blev sygemeldt. Pedersen forlod borgmesterposten på grund af sin sygdom i december, og Adelborg blev borgmester med støtte fra Socialdemokraterne, Liste T, Konservative og Socialistisk Folkeparti den 18. december 2012.
Hun forblev borgmester til 31. december 2021. Efter kommunalvalget 2021 dannede SF, Enhedslisten, Konservative, Hvidovrelisten og Venstre flertal uden om Socialdemokratiet, så SF's Anders Wolf Andresen kunne blive ny borgmester fra 2022. Det var første gang i 96 år at det ikke var en socialdemokrat som blev borgmester i Hvidovre Kommune.
Adelborg er uddannet lærer. Hun blev udnævnt til ridder af Dannebrog i 2018.